# Charbonneau et le Chef
Charbonneau et le Chef est un drame historique en deux actes de John Thomas McDonough, écrit et publié en anglais en 1968 mais jamais joué sur scène dans cette version originale, traduit et adapté par Paul Hébert et Pierre Morency. La pièce est produite pour la première fois le 4 mars 1971 au Théâtre du Trident à Québec, dans une mise en scène de Paul Hébert et avec Jean Duceppe et Jean-Marie Lemieux dans les rôles-titres. Charbonneau et le Chef a causé un fort retentissement lors de sa création en 1971 et est considéré comme un monument dans l'histoire du théâtre au Québec, particulièrement pour l'affrontement épique entre Monseigneur Charbonneau, archevêque de Montréal, et Maurice Duplessis, premier ministre du Québec, dans le cadre de la grève des mineurs d'amiante d'Asbestos de 1949.

## Argument
En 1949, les mineurs d'amiante d'Asbestos se mettent en grève. L'archevêque de Montréal, Monseigneur Charbonneau, prend position en faveur des gréviste et appelle les catholiques à leur venir en aide. Le premier ministre Maurice Duplessis (le « Chef ») s'oppose quant à lui aux syndicats au nom de l'ordre public et du respect de la propriété. Un combat épique s'engage entre les deux hommes, opposant la moralité et le pouvoir. Les grévistes obtiennent gain de cause, mais à cause de l'influence de Duplessis, Monseigneur Charbonneau est contraint de quitter son siège épiscopal.

## Histoire
C'est en 1965 que John Thomas McDonough, un prêtre dominicain et professeur de philosophie, qui était étudiant à l'Université Laval lors de la grève de l'amiante en 1949, a l'idée d'écrire une pièce sur cet événement qui a bouleversé la société québécoise. Son texte, en anglais, est publié en 1968 chez McClelland & Stewart (en). Une adaptation radiophonique en anglais, employant en majorité des acteurs francophones, en premier lieu Jean Lajeunesse dans le rôle de Charbonneau et René Caron dans celui de Duplessis, est entreprise en mai et diffusée sur le réseau anglais de Radio-Canada le 30 juin 1968. Un disque en est également tiré,. L'auteur présente la pièce à Jean-Louis Roux, directeur artistique du Théâtre du Nouveau Monde, mais c'est Paul Hébert qui décide de l'adapter en français avec la collaboration du poète et dramaturge Pierre Morency. Le travail d'adaptation est important : après deux versions produites par McDonough, Hébert et Morency retravaillent le texte : emploi accru du français québécois, ajout de scènes, développement du rôle du syndicalisme, condensation de l'action pour en arriver à une durée de deux heures. La pièce est créée par le Théâtre du Trident, une jeune compagnie de Québec alors dans sa première année d'opération et que dirige Hébert. Avec Jean Duceppe dans le rôle de Duplessis et Jean-Marie Lemieux dans celui de Charbonneau, la pièce remporte un grand succès, étant jouée à guichets fermés. 
Après le succès remporté à Québec, Jean Duceppe s'empresse d'amener la pièce à Montréal, où Paul Hébert reprend sa mise en scène dans une coproduction entre le Trident et la Compagnie Jean Duceppe. Les deux mêmes comédiens tiennent les rôles-titres. La curiosité du public est immense, et des estrades supplémentaires doivent être installées au théâtre Port-Royal de la Place des Arts. Après la durée prévue initialement, la pièce a été présentée en supplémentaires jusqu'en mars de l'année suivante. Duceppe rachète les droits sur la pièce, dont le texte est publié chez Leméac en 1974. En avril 1975 la pièce est jouée en version anglaise au Centre Saidye-Bronfman de Montréal.

## Appréciation
Dès sa présentation originale, Charbonneau et le Chef est décrit comme « une réussite totale ». Des parallèles sont faits, y compris par l'auteur, entre Monseigneur Charbonneau et  Thomas Becket, et entre Duplessis et Henri II. Pour Paul Hébert, « c'est la meilleure tragédie québécoise que je connaisse ». La performance de Jean Duceppe dans le rôle de Duplessis est considérée comme une des deux plus grandes de sa carrière, avec celle de Willy Loman dans La Mort d'un commis voyageur.

## Distribution à la création, le 4 mars 1971 (Théâtre du Trident)
- Jean-Marie Lemieux : Monseigneur Charbonneau
- Jean Duceppe : Le Chef
- Bernard Lapierre-Assiniwi : L'évêque de Rimouski
- Pierre Héral : Le délégué apostolique
- Marc Legault : Laroche
- Raymond Bouchard : Marcotte
- Hubert Gaudry : L'abbé Camirand
- Michel Dumont : McDonald, L'officier
- Philippe Reynal : Rainville
- Michel Gariépy : Un journaliste
- Paul Bussières : Le ministre du Travail
- Georges Delisle : Monsieur Gagnon
- Jean-Pierre Matte : Ruel
- Réal Brisson : Lachance, Un policier
- Éric Gaudry : Jean Thivierge, Un gréviste
- Jean Authier : Marcoux
- Yvon Poirier : Drouin, Le vicaire
- Germain Lavoie : Ti-Rouge
- Lisette Bernier : Simone Laroche
- Rémy Girard : Laporte, Un gréviste
- Alex Dumas, Jean-Paul Le Bourhis, André Morissette, Louis Archer, Denis Blais, Luc Doucet, Alain Senteni : Grévistes, Policiers[15]

Mise en scène : Paul Hébert
Devant la demande populaire, cette production a été répétée de mai à juillet 1972 avec la même troupe, à l'exception des changements suivants:
- Lionel Villeneuve remplace Bernard Lapierre-Assiniwi dans le rôle de L'archevêque de Rimouski (à la création, le personnage avait le titre d'évêque de Rimouski)
- Réjean Gauvin remplace Raymond Bouchard dans le rôle de Marcotte
- Raymond Bouchard remplace Marc Legault dans le rôle de Laroche
- Hélène Parent remplace Lisette Bernier dans le rôle de Simone Laroche
- Michel Gariépy : Latendresse, Un gréviste
- Germain Lavoie n'apparaît plus à la distribution
- Antoine Fafard : O'Brien, Un vicaire
- Pierre Breton, Normand Chouinard, Luc Dumas : Grévistes, Policiers en remplacement de Louis Archer, Denis Blais, Luc Doucet et Alain Senteni[15].

## Distribution à la reprise, le 16 novembre 1973 (Compagnie Jean Duceppe)
En coproduction avec le Théâtre du Trident.
- Jean Duceppe : Le Chef
- Jean-Marie Lemieux : Monseigneur Charbonneau
- Lionel Villeneuve : L'archevêque de Rimouski
- Jacques Godin : Laroche
- Yves Létourneau : L'abbé Camirand
- Yves Corbeil : McDonald, L'officier
- Serge Turgeon : Le délégué apostolique
- Pierre Héral : Le délégué apostolique
- Éric Gaudry : Pierre Laporte
- Roger Lebel : Le ministre du Travail
- Jean Ricard : Marchand
- Marc Legault : Latendresse, Un gréviste
- Armand Labelle : Latendresse, Un gréviste
- Philippe Reynal : Rainville
- Paul Guèvremont : M. Morin
- Hélène Trépanier : Simone Laroche
- Georges Delisle : Monsieur Gagnon
- Yvan Saintonge : Jean Thivierge, Drouin
- Jean-Pierre Légaré : O'Brien
- Marc Bellier, Alpha Boucher, Gilles Cloutier, Thomas Donohue, Normand Dorion, Normand Lévesque, Robert Lussier, Roger Lussier, Jean-Pierre Matte, Yvan Ponton, Gaston Viens : Grévistes, Journalistes, Policiers[10]

Mise en scène : Paul Hébert
Cette production a été jouée au Théâtre Port-Royal de novembre 1973 à mars 1974, puis en novembre 1974 et de janvier à mars 1975. Elle est jouée à Ottawa en septembre 1974, puis à Québec du 27 décembre 1974 au 5 janvier 1975. Elle est partie en tournée dans plusieurs villes du Québec de septembre 1974 à janvier 1975.

## Distribution à la reprise, le 19 février 1986 (Compagnie Jean Duceppe)
- Jean Duceppe : Maurice Duplessis
- Michel Dumont : Monseigneur Charbonneau
- Lionel Villeneuve : Monseigneur Courchesne
- Benoît Girard : Monseigneur Antoniutti
- Guy Provost : L'abbé Camirand
- Jean Lajeunesse : McDonald
- Jean Deschênes : René Laroche
- Claude Préfontaine : Antonio Barrette
- Yvon Leroux : M. Gagnon
- Jean-Pierre Chartrand : Jean Marchand
- Marc Legault : Un gréviste, Latendresse
- Denis Mercier : L'officier de police
- Louis de Santis : O'Brien, M. Roy, L'annonceur
- Jean Ricard : Rainville, Un évêque
- Jean-Pierre Matte : Plante, Un évêque, Un journaliste
- Michel Daigle : Rosaire, M. Sansfaçon
- Marc Grégoire : Paquet, Pierre Laporte
- Gilles Michaud : Turcotte, Un vicaire, Un journaliste du Soleil
- Éric Gaudry : Drouin, Jean Thivierge
- Jean Lafontaine : Le chauffeur, Laprise, Un évêque, Un journaliste
- Pierre Brisset Des Nos : Ruel, Labarre, Un évêque, Un abbé
- Christine Paquette : Simone
- Régent Gauvin : M. Morin, Un policier, Un évêque
- Marc L'Espérance : Un policier, Lapointe, Le photographe
- Raoul Bastarache : Jacques, Un policier[18]

Mise en scène : Paul Hébert
Cette production a été jouée au Théâtre Port-Royal en février et mars 1986, puis en prolongation au Théâtre Maisonneuve.

## Distribution à la reprise, le 14 avril 2004 (Compagnie Jean Duceppe)
- Michel Dumont : Monseigneur Charbonneau
- Marcel Sabourin : Maurice Duplessis
- Jean-Pierre Chartrand : M. Gagnon
- Sébastien Delorme : René Laroche
- Antoine Durand : Jean Marchand
- Benoît Girard : Monseigneur Antoniutti
- Michel Laperrière : Antonio Barrette
- Raymond Legault : Chef de police
- Normand Lévesque : Monseigneur Courchesne
- Sylvain Massé : L'abbé Camirand
- Guy Sprung : McDonald
- Marc Legault : Un gréviste, Latendresse
- Yvan Benoît, Sylvain G. Bissonnette, Jeff Boudreault, Éric Cabana, Gaston Caron, Gilles Cazabon, Martin Dion, Pierre Gendron, Vincent Giroux, Denis Houle, Frédéric Paquet, Philippe Provencher, André Richard, Jean-Léon Rondeau, Daniel Roy, Francis Vachon : Grévistes, Policiers, Abbés, Vicaires, Journalistes, Gardes du corps[19]

Mise en scène : Claude Maher
Cette production a été jouée au Théâtre Jean-Duceppe en avril et mai 2004.

## Distribution à la reprise, le 20 avril 2010 (Théâtre du Trident)
- Jean-Sébastien Ouellette : Monseigneur Charbonneau
- Jack Robitaille : Maurice Duplessis
- Nicolas Létourneau : M. Gagnon, M. Roy, Le chef de la police
- Éric Leblanc : Laroche
- Pierre-Yves Charbonneau : Marchand, Sanfaçon
- Normand Bissonnette : Le directeur McDonald, Turcotte, Monseigneur Antoniutti
- Denis Lamontagne: Rosaire, Antonio Barrette
- Patric Saucier : Monseigneur Courchesne, Un policier, Un gréviste
- Fabien Cloutier : L'abbé Camirand, Le garde du corps
- Guillaume Boisbriand : Plante
- Jean-Pierre Cloutier : Un scab, Le vicaire, Drouin
- Jocelyn Pelletier : Paquet, Un journaliste
- Maxime Perron : Un policier, Un gréviste, Pierre Laporte
- Lucien Ratio : Marcoux, L'Heureux, Un policier
- Éva Saïda : Simone'
- Jean-René Moisan : Ruel, Thivierge, Un policier'
- Nicola-Frank Vachon : Rainville[20]

Mise en scène : Jean-Philippe Joubert
Cette production a été jouée à la salle Octave-Crémazie du Grand Théâtre de Québec en avril et mai 2010.